# Subtropics
Subtropics est une revue littéraire américaine fondée par l'Université de Floride à Gainesville,.
Des œuvres publiées à l'origine dans Subtropics ont ensuite été sélectionnées pour inclusion dans le Best American Poetry, Best American Short Stories, Best American Nonrequired Reading, de New Stories from the Midwest, New Stories from the South, l'anthologie O. Henry Prize, et l'anthologie Pushcart Prize.
Parmi les écrivains notables qui ont contribué à cette revue, on trouve  Seth Abramson, Steve Amande, Chris Bachelder, John Barth, Harold Bloom, Peter Cameron, Anne Carson, Billy Collins, Martha Collins, Mark Doty, Lauren Groff, Allan Gurganus, Amy Hempel, Bob Hicok, Roy Kesey, J. M. G. Le Clézio, Les Murray, Edna O'Brien, Lucie Perillo, D. A. Powell, Padgett Powell, A. E. Stallings, Olga Slavnikova, Ben Sonnenberg, Peter Stamm, Terese de Svoboda, et Paul Theroux.

## Origines
Subtropics a été fondée en 2006, et est magazine littéraire officiel de l'Université de Floride. Le prédécesseur de Subtropics était The Florida Quarterly, une publication arrêtée il y a plusieurs années.
Subtropics est publié deux fois par an, et dépend du Département d'anglais, qui fait partie du Collège des Arts Libéraux et des Sciences de l'Université de Floride.

## Ours
En janvier 2013, les éditeurs de Subtropics étaient :
| Fonction chez Subtropics      | Nom            |
| ----------------------------- | -------------- |
| Éditeur                       | David Leavitt  |
| Directeur de la rédaction     | Mark Mitchell  |
| Éditeur de la rubrique poésie | Sidney Wade    |
| Responsable du site Web       | Andrew Donovan |